# مدرسه انگلیسی (فیلم)
مدرسه انگلیسی (به هندی: Angrezi Medium) یا نیمچه انگلیسی فیلمی محصول سال ۲۰۲۰ و به کارگردانی هومی آداجانیا است. در این فیلم بازیگرانی همچون عرفان خان، کارینا کاپور، رادهیکا مادان، دیپاک دوبریال، دیمپل کاپادیا، رانویر شوری، پانکاج تریپاتی، ذاکر حسین، انوشکا شارما، کاترینا کایف، آلیا بات، جانوی کاپور، آنانیا پاندی، کریتی سانون، کیارا ادوانی ایفای نقش کرده‌اند.
این فیلم دنباله معنوی فیلم مدرسه هندی است.
این فیلم قرار بود در تاریخ ۱۳ مارس ۲۰۲۰ اکران شود که به علت دنیاگیری کروناویروس به تعویق افتاد و سپس به صورت دیجیتالی عرضه شد.